# Pier Gonella
Pierangelo Gonella, conosciuto come Pier Gonella (Chiavari, 26 marzo 1977), è un chitarrista, compositore e produttore discografico italiano, noto per le sue collaborazioni con varie metal band italiane come Labyrinth, Mastercastle, Necrodeath, Odyssea, Vanexa.

## Biografia

### Esordi
Pier, da sempre grande appassionato di musica rock e metal, comincia a suonare la chitarra all'età di quindici anni spinto dalla voglia di poter esprimersi attraverso l'arte musicale ma anche di emulare i suoi più grandi miti, tra cui Ritchie Blackmore, Joe Satriani, Yngwie Malmsteen, Steve Vai, Stevie Ray Vaughan, Vinnie Moore e moltissimi altri eroi della sei corde.
Studia inizialmente chitarra jazz presso Armando Corsi, per poi specializzarsi in chitarra classica e chitarra elettrica.
Nel 1994 si iscrive al Conservatorio Niccolò Paganini di Genova alla classe di fagotto con il professor Luigi Morbelli, strumento che studierà fino al 1999, anno in cui conseguirà presso lo stesso conservatorio il diploma di teoria e solfeggio.

Come chitarrista comincia a farsi notare tra la Liguria e il basso Piemonte dal 1996, quando entra a fare parte di svariate band hard rock e progressive. Nello stesso periodo si autoproduce dei demo tape strumentali, con i quali attira l'attenzione di numerosi artisti e produttori nel settore hard rock ed heavy metal. Primo fra questi, nel 2001, il gruppo heavy metal Athlantis, con il quale registrerà l'album omonimo, pubblicato dalla casa discografica Underground Symphony.

### I Labyrinth
Nel 2003 viene contattato dal Roberto Tiranti per un'audizione con i Labyrinth. Con questa band partecipa ai più noti festival italiani ed europei (fra gli altri Gods of Metal, Metalway, Agglutination), realizza due tour in Giappone e Oriente ('Tokyo', 'Osaka', 'Nagoya', 'Taiwan', 'Taipei', 'Hong Kong', 'Pechino'...), e incide due studio album: Freeman (2005) e 6 Days to Nowhere (2007), il primo con allegato il DVD Live in Tokyo/Live in Londra.
Lascerà questa band nel 2008 per tornare stabilmente con i Necrodeath e dedicarsi a suoi progetti solisti tra cui i Mastercastle.
Appare occasionalmente in formazione con i Labyrinth nel disco "As Time Goes by" e dal vivo l'11 gennaio 2014 in occasione dello spettacolo 40/25 di Roberto Tiranti presso il teatro Politeama Genovese.

### I Necrodeath

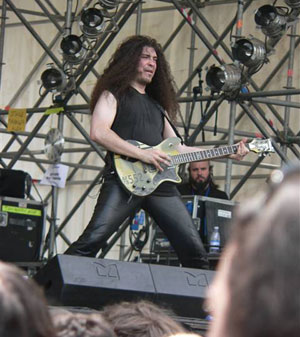
Pier Gonella in concerto al Gods of metal festival nel 2006.

Nel 2003 Claudio, il chitarrista e membro fondatore dei Necrodeath, abbandona la band dopo diciannove anni di militanza e viene inizialmente sostituito da Andy. Forte dell'amicizia con Peso, fondatore, batterista e compositore di molti dei brani della band, Pier lo sostituirà nel 2006 come turnista, per un tour europeo di venti concerti insieme alla band svedese Marduk.
Con i Necrodeath Gonella registra l'album Draculea nel 2007.
Nel 2008 entra ufficialmente in formazione, nel 2009 registra l'album Phylogenesis, nel 2010 Old Skull e nel 2011 The Age of Fear. Degli ultimi due dischi cura anche in parte la produzione.
Con i Necrodeath è attivo in altri due tour europei nel 2009 e nel 2010.
Nel 2011 esce per Scarlet Records "The Age Of Fear" un album raccolta della lunga carriera Necrodeath. Sempre nel 2011 e sempre sotto Scarlet viene pubblicato un nuovo album inedito dei Necrodeath, chiamato Idiosyncrasy, un concept album composto da un'unica traccia di quaranta minuti, con un artwork in stile Tarantino.
Il 13 maggio 2014 i Necrodeath pubblicano The 7 Deadly Sins, un concept album dedicato ai sette vizi capitali, di cui Gonella cura interamente la registrazione e il mixaggio presso i MusicArt studios. Nel 2015 la band pubblica l'EP Headhunting, che vede ospiti Jeffrey Dunn (Mantas) (chitarrista fondatore dei Venom) e Tony Dolan (Venom Inc, M-Pire of Evil).
Nel 2016 la band annuncia di essere al lavoro su un nuovo album in uscita per settembre dello stesso anno. Si tratta di "Mondoscuro", "split" realizzato insieme alla band Cadaveria.
Nel 2019 i Necrodeath affidano a Gonella la produzione e registrazione di Defragments of Insanity, ovvero il rifacimento di uno dei loro album più conosciuti, e successivamente cura anche la produzione dell'Ep Neraka. Nello stesso anno la band partecipa al Rock the Castle festival, suonando come apertura, tra le altre band, a Slayer, Phil Anselmo e Overkill.

### I Mastercastle
Pier Gonella live guitar.jpg

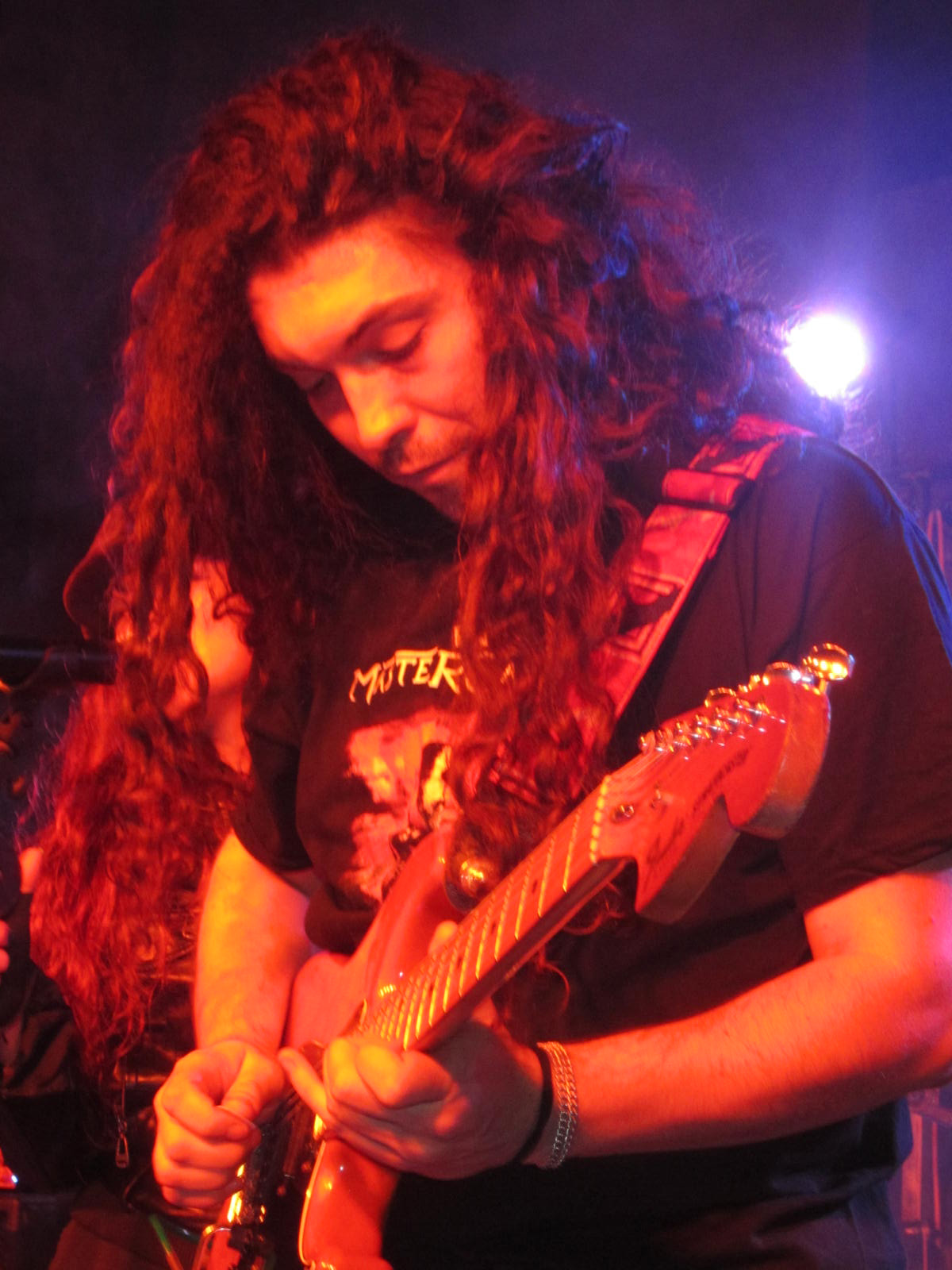
Pier Gonella in concerto nel 2012.

Nel 2008 comincia un nuovo progetto che però, a differenza dei precedenti, diventerà una vera e propria band: i Mastercastle. Si tratta di una band fondata insieme alla cantante Giorgia Gueglio e al bassista Steve Vawamas. Con loro pubblica il primo album The Phoenix nell'aprile del 2009, curandone anche personalmente la registrazione. L'ottimo riscontro, ottenuto anche dal viceoclip Princess Of Love (oltre 100000 visite sul sito youtube) lo spinge a dedicarsi subito alla produzione di un altro disco. Quindi nel giugno del 2010 la band pubblica l'album Last Desire, insieme all'omonimo videoclip, in cui Gonella si distingue anche come produttore.

Nell'Aprile dello stesso anno Gonella partecipa, insieme agli altri membri dei Mastercastle e a tanti artisti internazionali tra cui Jennifer Batten, al progetto Embrace The Sun, un doppio album prodotto dalla casa discografica Lion Music con donazione di tutti i proventi alla Croce Rossa giapponese, come aiuto in seguito al terremoto dell'11 marzo 2011.

Il disco viene pubblicato il 17 giugno 2011.

Nello stesso periodo Gonella cura la produzione del nuovo album dei Mastercastle Dangerous Diamonds, che viene pubblicato sempre dalla Lion Music il 18 novembre 2011.

Nel 2012 Gonella inizia una collaborazione con il batterista italoamericano John Macaluso (Yngwie Malmsteen, James LaBrie, Symphony X...)per una serie di "clinic" di chitarra e batteria.
Successivamente in un'intervista Gonella dichiara di essere al lavoro sul quarto album dei Mastercastle e di avere fatto registrare le parti di batteria allo stesso Macaluso.
Qualche mese dopo infatti viene pubblicato il nuovo disco, On Fire, il 19 aprile sempre sotto Lion Music records.
Nel 2014 la band trova un accordo discografico con la Scarlet Records per la pubblicazione di un nuovo album, intitolato Enfer (De La Bibliotèque Nationale)
, che viene pubblicato il 14 ottobre 2014 

Nel febbraio del 2017 la band annuncia l'uscita di un nuovo album intitolato "Wine of Heaven" per maggio del 2017, sempre con l'etichetta discografica Scarlet Records 

Nel 2019, a dieci anni dall'uscita del primo album "The Phoenix", viene pubblicata una ristampa in vinile dello stesso album e un nuovo singolo "Still In The Flesh", composto da una cover dei Pink Floyd e contenente tre brani in versione live.

Nel giugno 2021 la band pubblica il nuovo singolo e videoclip "Who Cares for the moon" con ospite Fabio Lione (Turilli/Lione Rhapsody, Rhapsody of Fire, Vision Divine, Angra) e dichiara di essere al lavoro su un nuovo album   , che verrà pubblicato nel gennaio 2022 col titolo di Lighthouse Pathetic.

### MusicArt
Nel 2011 fonda la struttura MusicArt con l'intenzione di creare una struttura musicale adibita a sala di incisione e scuola di musica.
Con il tempo la stessa diventerà il punto di riferimento per la produzione dei dischi delle sue stesse band.

Già nello stesso anno infatti, insieme al batterista Peso dei Necrodeath nonché Giorgia Gueglio e 'Steve Vawamas' dei Mastercastle, Gonella dà vita a un nuovo progetto denominato proprio MusicArt, consistente nel riarrangiare e registrare di nuovo l'intero disco dei Pink Floyd The Dark Side of the Moon. Il progetto viene seguito dalla casa discografica Black Tears e pubblicato il 1º dicembre 2012.

In Music Art Gonella produce e registra tutti i sei album dei Mastercastle, svariati album dei Necrodeath ("The 7 Deadly Sins", "The Age of Dead Christ", "Defragments of Insanity", "Neraka"),
il suo progetto "Odyssea - Storm", "Vanexa - Too Heavy To FLy", distinguendosi anche come produttore, come affermato dalla stessa band in un'intervista per il sito "System Failure Magazine": Pochi mesi di prove e entrammo in sala di incisione “Music Art” di Pier Gonella. Pier è un professionista sia come chitarrista che come tecnico di studio 
 In MusicArt Gonella produrrà tanti altri cd tra cui l'ultimo suo progetto strumentale "Strategy".

### Progetti solisti e altre band

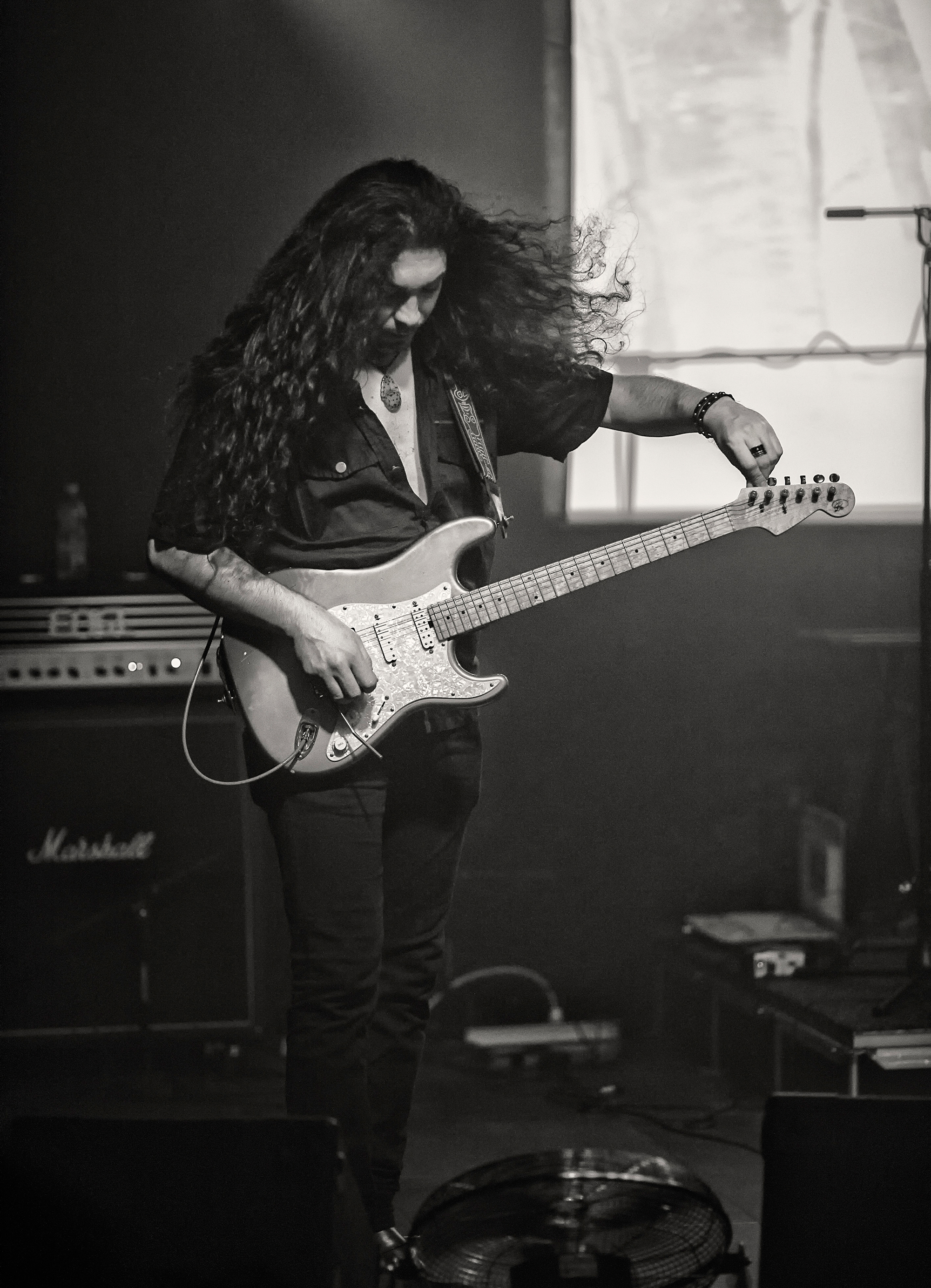
Pier Gonella in concerto nel 2014

Nel 2004, durante la militanza nei Labyrinth, registra l'album Odyssea - Tears in Flood, suo progetto solista per il quale scrive testi e musiche, che viene pubblicato dalla casa discografica Scarlet Records e in Giappone da King Records. Successivamente registra le parti di chitarra e di basso del disco Wild Steel, pubblicato dalla underground Symphony.
È invece del 2006 la collaborazione come chitarrista nell'album Rezophonic, in cui registra alcuni assoli nel brano Alien.
Tra il 2006 e il 2009 ha fatto parte del progetto Metal Gang, band cover che propone in svariati club italiani dei brani classici hard rock- heavy metal, comprendendo a rotazione svariati artisti fra cui Pino Scotto, Roberto Tiranti, Trevor, Olaf Thorsen, Fabio Lione, Steve Vawamas, Alessandro Bissa e molti altri.
Nel 2008 ha collaborato con il cantante Pino Scotto, registrando come ospite le chitarre del brano Nunù, nel disco Datevi fuoco (lo Scotto da pagare).

Nell'estate del 2008 viene scelto come secondo chitarrista da Timo Tolkki (Stratovarius. Revolution Renaissance), per due concerti in Italia.

Oltre alle sopracitate formazioni ha suonato dal 2002 al 2006 nella tribute-band The Extremist (tributo a Joe Satriani); nello stesso periodo insieme a Peso, ha tenuto seminari sulle moderne tecniche strumentali di musica rock in un progetto denominato L.I.V. Project;

Durante il 2011 collabora con il batterista italiamericano "John Macaluso", insieme al quale tiene clinics sulla chitarra e batteria in ambito hard rock chiamate Hard & Heavy Essentials

Nel 2012 entra a fare parte anche dei Vanexa. Con loro appare dal vivo in occasione del 'Tiranti 40/25' e nel 2016 pubblica l'album "Too Heavy To Fly".

Nel 2013 collabora con il progetto "Verde Lauro", ideato dal cantante Fabrizio Sassi con l'intento di musicare "Il Canzoniere" di Francesco Petrarca in stile rock metal.
Gonella partecipa alla composizione e registrazione di circa metà dei brani e successivamente entrerà stabilmente in formazione.

A partire da agosto del 2014 Gonella diventa collaboratore del giornale Metal Hammer, curando insieme a Peso dei Necrodeath la rubrica Learn to Play, dove si occupa di didattica, spartiti e tecniche di chitarra.
Nello stesso anno Gonella inizia un nuovo progetto live chiamato "Guitar Attack" insieme al chitarrista dei Cadaveria Dick Laurent. In questo progetto solista Gonella propone una serie di brani e arrangiamenti, per la maggior parte strumentali, tratti dal repertorio Mastercastle e Necrodeath, nonché altro materiale non pubblicato.

Nel 2015 produce il disco "Bellatrix - Orion" presso i MusicArt studios e partecipa anche come chitarrista.
 Lo stesso anno Gonella torna a collaborare con l'etichetta discografica Lion Music partecipando al cd "Johann Sebastian Bach - Interpretations". L'album è composto da 11 brani realizzati da artisti differenti, reinterpretando in stile rock-metal dei brani di Johann Sebastian Bach. Gonella realizza la Toccata e fuga in Re minore. Successivamente partecipa anche alla raccolta "Antonio Vivaldi - A New Season" reinterpretando il "Concerto Op.4, No.1 in B flat major, RV 383a: Allegro", e "W.A.Mozart - Reincarnated" con la reinterpretazione di "Eine Kleine Nachtsmusik 1st Movement".
Nel 2016 si occupa della produzione del disco "Galleano & Friends", progetto benefico del chitarrista Stefano Galleano. Registra alcuni assoli e appare tra gli ospiti (oltre venti, scelti prevalentemente dal panorama musicale genovese). 

Nel dicembre del 2016 suona come ospite con Ian Paice (Deep Purple) in una data live a Pistoia.
 

Nel novembre del 2019 comunica di essere al lavoro su un disco strumentale. L'album viene effettivamente pubblicato il 7 gennaio 2020 per MusicArt/DiamondsProd con il titolo "Strategy", da cui vengono estratti due singoli con relativi videoclip, la titletrack "Strategy" e "Liberland".

Attualmente Gonella si dedica all'attività in studio e dal vivo della band Necrodeath Mastercastle e Vanexa, nonché alla gestione dei corsi di musica e della sala di incisione MusicArt.
 Parallelamente, come ha dichiarato in una intervista del 2020, si dedica alla distribuzione di musica digitale realizzando "Basi Musicali" (Backing Tracks) e altri "tool" per musicisti che poi vengono pubblicati nel suo canale youtube "Pier Gonella Jam" ed in tutti i principali distributori di musica digitale. In un'intervista del 2023 ha di dichiarato di aver raccolto fino ad ora oltre 100 milioni di streaming e 10mila download (tradotto vendite) tra album e singole tracce.
 Grazie alla vasta produzione di brani e backing tracks, nel dicembre 2023 Pier Gonella è entrato nel Guinness dei primati per aver pubblicato il maggior numero di album in formato digitale. Con 122 dischi sotto il nome d'arte "Pier Gonella Jam" ha superato il primato precedente.

## Discografia
- 2001 - Athlantis - Athlantis
- 2003 - Wild Steel - Wild Steel
- 2004 - Odyssea - Tears in Flood
- 2005 - Labyrinth - Freeman
- 2007 - Necrodeath - Draculea
- 2007 - Labyrinth - 6 Days to Nowhere
- 2008 - Amazing Maze - Amazing Maze
- 2009 - Necrodeath - Phylogenesis
- 2009 - Mastercastle - The Phoenix
- 2010 - Necrodeath - Old Skull
- 2010 - Mastercastle - Last Desire
- 2011 - Labyrinth - As Time Goes By...
- 2011 - Necrodeath - The Age of Fear
- 2011 - Necrodeath - Idiosyncrasy
- 2011 - Mastercastle - Dangerous Diamonds
- 2012 - Athlantis - M.W.N.D.
- 2012 - MusicArt Project - The Black Side of the Moon
- 2013 - Mastercastle - On Fire
- 2013 - Necrodeath - Hellive[51]
- 2014 - Necrodeath - The 7 Deadly Sins
- 2014 - Mastercastle - Enfer (De La Bibliotèque Nationale)
- 2015 - Necrodeath - Headhunting
- 2015 - Verde Lauro - Sono animali al mondo[52]
- 2015 - Odyssea - Storm[53]
- 2016 - MusicArt Project - Colors & Dreams[54]
- 2016 - Cadaveria - Necrodeath - Mondoscuro[55]
- 2016 - Vanexa - Too Heavy to Fly[56]
- 2017 - Athlantis - Chapter 4
- 2017 - Verde Lauro - 6 Aprile
- 2017 - Mastercastle - Wine of Heaven
- 2018 - Necrodeath - The Age of Dead Christ
- 2019 - Athlantis - The Way to Rock 'n Roll
- 2019 - Necrodeath - Defragments of Insanity
- 2019 - Mastercastle - Still in the Flesh
- 2020 - Athlantis - 02022020[57]
- 2020 - Necrodeath - Neraka
- 2020 - Pier Gonella - Strategy
- 2021 - Vanexa - The Last in Black
- 2022 - Mastercastle - Lighthouse Pathetic
- 2023 - Necrodeath - Singin' in the Pain
- 2023 - Pier Gonella - 667

### Collaborazioni
- 2006 - Rezophonic (Ospite, registra alcuni assoli nel brano Alien)
- 2006 - Datevi fuoco (lo Scotto da pagare) (Ospite, registra le chitarre del brano Nunù)
- 2010 - Ghostrider - The Return of the ghost (Ospite, registra le chitarre nel brano Perkele666)
- 2010 - Cripple Bastards - Frammenti di vita (Registra gli assoli di tre brani)
- 2011 - Embrace The Sun[58] (Ospite insieme ai Mastercastle nel brano Sakura)
- 2012 - Perseo Miranda - Theatre Metal (Ospite, chitarrista)
- 2015 - Lion Music - Johann Sebastian Bach - Interpretations (reinterpreta il brano "Toccata e Fuga in Re Minore")
- 2015 - Lion Music - Antonio Vivaldi - A New Season (reinterpreta il brano "Concerto Op.4, No.1 in B flat major, RV 383a: Allegro")
- 2015 - Lion Music - W.A.Mozart - Reincarnated (reinterpreta il brano "Eine Kleine Nachtsmusik 1st Movement")
- 2016 - Bellathrix - Orion (Registra alcuni assoli)
- 2016 - Galleano and Friends - Sun & Light (Registra le chitarre del brano "Dream On")
- 2017 - Ruxt - Behind the Masquerade (Registra alcuni assoli)
- 2017 - Ruxt - Running out of Time (Registra alcuni assoli e compare nel video del singolo "Everytime Everywhere")
- 2017 - Lion Music - L.V. Beethoven - Ode to Perfection (reinterpreta il brano "Turkish March, Op 113")[59]
- 2017 - Lion Music - G.F. Händel - Baroque Passion (reinterpreta il brano "Sonata in A minor HVR 362, Allegro")[60]

## Musiche per videogiochi
Dal 2008 Gonella collabora stabilmente come tecnico del suono della casa produttrice di videogiochi Xplored. A oggi ha realizzato musiche ed effetti sonori per oltre centocinquanta videogiochi flash spaziando un po' tutti i generi musicali
Fra gli altri:
- Zombie in the shadow
- Zombies in the Shadow-The savuoir
- Toxie Radd
- Toxie Radd2
- Toxie Radd 3d
- Dark Base2-THE HIVE
- Dark Base3-Phoenix Team
- Toys Vs Nightmares
- X-Team
- Dark Base-alien Rts
- Apokalyx
- Duo Blaster
- EcoBears
- Red Jet Rabbit
- Zits-20 to die
- Chili'Em All
- Drow's Fury
- X-cream
- Dark Base Defence
- Suprb
- Motel Connection
- Troll revenge
- Season of War
- Methus'Tower Defence
- Secure Mc
- TacticalForce1
- KinderBuenoMegaRace
- Area52
- Zombiestalker
- Future Buggy

## Attrezzatura
- Chitarre

Fender Stratocaster '79, Stratocaster Floyd Rose, Ibanez ex, Schecter C1 Classic, Carlo Pierini Pier Gonella signature, Carlo Pierini Baritone (Chitarra elettrica baritono).
- Amplificatori

Masotti XM100 Head, Mesa boogie triple rectifier head, Engl E650 head, Marshall cabinet.
- Effetti

Wah wah cry baby, distorsori e pedalini vari

Come ampli uso prevalentemente una testata Masotti...ultimamente faccio largo uso dei Wah Wah e dal vivo aggiungo un pedale Delay sui soli.